# Afton (Iowa)
Afton – miasto w Stanach Zjednoczonych, w stanie Iowa, w hrabstwie Union. 
W 2010 liczyło 845 mieszkańców.

## Historia
Afton został założony w 1854 i nazwany na cześć wiersza Roberta Burnsa „Sweet Afton”. 30 listopada 1868 został włączony jako City do hrabstwa Union.